# Скрябин, Леонид Васильевич
Леони́д Васи́льевич Скря́бин (11 апреля 1904, Казань, Российская империя — 14 марта 1992, Великий Новгород, Россия) ― русский советский актёр театра. Актёр Республиканского русского театра драмы Марийской АССР (ныне Академический русский театр драмы имени Г. Константинова) (1941―1942, 1945―1955), Новгородского областного театра драмы (1955―1964). Заслуженный артист РСФСР (1954). Народный артист Марийской АССР (1952). Участник советско-финляндской и Великой Отечественной войн. Член ВКП(б) с 1946 года.

## Биография
Родился 11 апреля 1904 года в Казани.
Актёрскую деятельность начал в 1925 году в казанском коллективе «Красной блузы». С 1927 года работал в театрах Стерлитамака, Белорецка, Улан-Удэ, Якутска.
В 1941 году приехал в Марийскую АССР, до 1942 года и в 1945―1955 годах — актёр Республиканского русского театра драмы Марийской АССР (ныне Академический русский театр драмы имени Г. Константинова). Сыграл около 100 разноплановых ролей ― как отрицательных, так и положительных персонажей. В 1940-е годы также был преподавателем Марийского музыкально-театрального училища.
В 1939 году призван в РККА, участник советско-финляндской войны. С 1942 года ― участник Великой Отечественной войны, рядовой. В 1945 году демобилизовался из армии. В 1985 году награждён орденом Отечественной войны II степени.
В 1946 году вступил в ВКП(б).
В 1955―1964 годах ― актёр Новгородского областного театра драмы.
В 1952 году ему присвоено звание «Народный артист Марийской АССР». В 1954 году присвоено почётное звание «Заслуженный артист РСФСР».
Скончался 14 марта 1992 года в Великом Новгороде, где и похоронен.

## Основные роли
Список основных ролей Л. В. Скрябина:
- Тернадье («Отверженные», В. Гюго)
- Сталин («Человек с ружьём» и «Кремлёвские куранты», Н. Погодин)
- Кошкин («Любовь Яровая», К. Тренёв)
- Макар («Макар Дубрава», А. Корнейчук)
- Прибытков («Последняя жертва», А. Островский)
- Дудукин («Без вины виноватые», А. Островский)
- Каркунов («Сердце — не камень», А. Островский)
- Шприх («Маскарад», М. Лермонтов)
- Лебедев («Иванов», А. Чехов)
- Мастаков («Чудаки», М. Горький)
- Мальволио («Двенадцатая ночь», В. Шекспир)
- Вурм («Коварство и любовь», Ф. Шиллер)
- Василий Павлович («Ленинградский проспект», И. Шток)
- Часовников-отец («Океан», А. Штейн)
- Русаков («Люди, которых я видел», С. Смирнов)
- Неделин («Перед ужином», В. Розов)
- Дремлюга («Крылья», А. Корнейчук)
- Райесмик («Блудный сын», Э. Раннет)
- Агроном («Ксения», А. Волков)
- Фабиани («Кредит у Нибелунгов», Ф. Кун)

## Звания и награды
- Заслуженный артист РСФСР (1954)[1][2][3]
- Народный артист Марийской АССР (1952)[1][2][3]
- Заслуженный артист Марийской АССР (1949)[1][2]
- Орден Отечественной войны II степени (06.04.1985)[3]
- Медаль «За доблестный труд. В ознаменование 100-летия со дня рождения Владимира Ильича Ленина»
- Почётная грамота Президиума Верховного Совета Марийской АССР (1954)[1][2]